# Leandro Rodrigues Tavares
Leandro Rodrigues Tavares (Belo Horizonte, Brasil, 25 de enero de 1975) es un exfutbolista brasileño; su posición era delantero.

## Clubes
| Club                          | País   | Año       | PJ | Goles |
| ----------------------------- | ------ | --------- | -- | ----- |
| Atlético Mineiro              | Brasil | 1992-1994 |    |       |
| Esporte Clube Democrata       | Brasil | 1995      |    |       |
| Atlético Mineiro              | Brasil | 1995-1997 |    |       |
| Sport Club do Recife          | Brasil | 1998-1999 |    |       |
| Coritiba Football Club        | Brasil | 2000      |    |       |
| Sport Club Internacional      | Brasil | 2001-2002 |    |       |
| Colibríes de Morelos          | México | 2003      | 17 | 5     |
| Brasiliense Futebol Clube     | Brasil | 2003-2005 |    |       |
| Ceilândia Esporte Clube       | Brasil | 2006      |    |       |
| Associação Atlética Anapolina | Brasil | 2007      |    |       |

- Datos: Q20017087